# Место встречи — станция «Клэпхем»
«Место встречи — станция „Клэпхем“» (англ. Clapham Junction) — британский телевизионный фильм 2007 года. Его демонстрация на британском телевидении была приурочена к 40-летнему юбилею декриминализации гомосексуализма в стране. В основу сюжета картины положена реальная история убийства Джоди Добровски 14 октября 2005 года в парке Клэпхем, который находится неподалёку от одноимённой железнодорожной станции Лондона.

## Сюжет
Несколько историй Лондонских геев, которые поначалу не связаны сюжетно, в финале завязываются в один узел.
Один из главных персонажей картины — молодой человек по имени Терри, который ненавидит себя за собственную гомосексуальность. Он посещает гей-бары, знакомится с парнями, занимается с ними сексом, а затем жестоко их избивает.
Джулиан — гей, у него есть жена, однако это не мешает ему искать секса с мужчинами в общественных туалетах.
Гомосексуалы Уилл и Гэвин празднуют заключение ими гражданского союза, но прямо во время церемонии Уилл занимается в подсобке сексом с молодым официантом по имени Альфи.
Четырнадцатилетний подросток Тео пытается соблазнить взрослого мужчину по имени Тим, у которого в прошлом уже были проблемы из-за отношений с несовершеннолетними.
Центральное событие в фильме, на котором построен весь сюжет, — это убийство Альфи, молодого человека, случайно оказавшегося в поле зрения молодчиков-гомофобов.

## В ролях
| Актёр          | Роль            |
| -------------- | --------------- |
| Рэйчел Блейк   | Белинда Хопкирк |
| Стюарт Банс    | Гэвин           |
| Руперт Грейвс  | Робин Кейп      |
| Дэвид Леон     | Альфи           |
| Ричард Линтерн | Уилл            |
| Джозеф Моул    | Тим             |
| Пол Николлс    | Терри           |
| Фиби Николлс   | Наташа          |
| Эдриан Роулинз | Питер           |
| Люси Расселл   | мисс Ричардс    |
| Люк Тредэвэй   | Тео             |
| Джеймс Уилби   | Джулиан         |
| Том Бирд       | Роджер Хопкирк  |